# عليآباد سرخك (مقاطعة فسا)
عليآباد سرخك (بالفارسية: علی‌آباد سرخک) هي قرية تقع في Jangal Rural District في إيران. يقدر عدد سكانها بـ 254 نسمة .